# Di Xin
Di Xin (帝辛; Dì Xīn) eller Kung Zhou (紂王; Zhòuwáng), död 1046 f.Kr., var den siste kungen av den forna kinesiska Shangdynastin. Di Xin regerade från 1075 f.Kr. till 1046 f.Kr. Di Xins personnamn var Zhou (紂) och han titulerades i orakelbensskriften och Shiji med sitt postuma tempelnamn "帝辛" (Di Xin).
Di Xin tillträdde som kung av Shangdynastin efter att hans far Di Yi avlidit 1075 f.Kr. Di Xin hade en äldre bror, men hans mor kom från en låg kast vilket gjorde Di Xin till tronarvinge. Di Xin levde ett utsvävande och kostsamt liv vilket finansierades med höjda skatter. Han införde också en hårdare straffskala, vilket gjorde honom impopulär.
Rebellen Ji Fa (姬發) gjorde uppror mot den impopuläre kungen och fick många allierade. I slaget vid Muye besegrades kungens styrkor och Di Xin begick självmord 1046 f.Kr. genom att bränna upp sig själv. Ji Fa grundade därefter Zhoudynastin och regerade som kung Wu av Zhou.